# Acentrella parvula
Acentrella parvula är en dagsländeart som först beskrevs av Mcdunnough 1932.  Acentrella parvula ingår i släktet Acentrella och familjen ådagsländor. Inga underarter finns listade i Catalogue of Life.